# Pio Hipunyati
Pio Hipunyati (Namacunde, 14 de novembro de 1964) é um prelado angolano da Igreja Católica, bispo de Ondijiva.

## Biografia
Depois de concluir os estudos primários nas escolas católicas das Dioceses de Lubango e Ondijiva, fez o curso propedêutico no Seminário Sikufinde da atual Arquidiocese de Lubango. De 1988 a 1991 concluiu com êxito os ciclos de estudos de Filosofia e Teologia no Seminário Maior do Sagrado Coração de Jesus da Arquidiocese de Luanda, recebendo, em seguida, a ordenação diaconal em 5 de julho de 1998 e a sacerdotal em 5 de dezembro de 1998, sendo incardinado na Diocese de Ondijiva.
Após a ordenação sacerdotal, trabalhou entre 1999 e 2002 como superior da Missão Católica de Omupanda e diretor espiritual do Seminário Propedêutico do Coração Imaculado de Maria, na Diocese de Ondijiva e entre 1998 e 2002, como tesoureiro da Diocese. Depois, entre 2002 e 2006, foi formador dos seminaristas de sua diocese que estudavam em Tolentino, na Itália e de 2006 a 2011, estudou na Universidade Católica Portuguesa, onde obteve o mestrado em direito canônico e o diploma de especialização em jurisprudência. A partir de 2011, foi Superior da Missão Católica de Omupanda e professor de Latim no Seminário Menor do Coração Imaculado de Maria, em Omupanda.
No dia 23 de novembro de 2011, o Papa Bento XVI o nomeou como bispo de Ondijiva. Foi consagrado em 19 de fevereiro de 2012, por Novatus Rugambwa, núncio apostólico de Angola e São Tomé e Príncipe, coadjuvado por Fernando Guimarães Kevanu, seu antecessor e por Filomeno do Nascimento Vieira Dias, bispo de Cabinda.
Foi nomeado administrador apostólico da Diocese de Menongue, encargo exercido entre 12 de março de 2018 e 26 de maio de 2019.
Durante a seca que atingiu Cunene em 2022, apelou ao governo angolano para que tivesse um plano de emergência para a população assolada pela fome na região.